# مات مكاي (لاعب كرة قدم)
مات مكاي (بالإنجليزية: Matt McKay)‏ (21 يناير 1981 في المملكة المتحدة - ) هو لاعب كرة قدم بريطاني في مركز الوسط. لعب مع نادي إيفرتون ونادي تشستر سيتي.